# Koehlermetra
Koehlermetra is een geslacht van haarsterren uit de familie Thalassometridae.

## Soorten
- Koehlermetra porrecta (Carpenter, 1888)

niet (meer) geaccepteerde namen
- Koehlermetra flava (Koehler, 1895) geaccepteerd als  Koehlermetra porrecta (Carpenter, 1888)